# گاورمنت کمپ (اورگن)
گاورمنت کمپ (به انگلیسی: Government Camp) یک منطقهٔ مسکونی در ایالات متحده آمریکا است که در شهرستان کلاکاماس، اورگن واقع شده‌است. گاورمنت کمپ ۱٫۹۴ کیلومتر مربع مساحت و ۱۹۳ نفر جمعیت دارد و ۱٬۳۴۶٫۰۱ متر بالاتر از سطح دریا واقع شده‌است.